# Onze-Lieve-Vrouw-ten-Hemelopnemingkerk (Utrecht)
De Onze-Lieve-Vrouw-ten-Hemelopnemingkerk, ook bekend als de Biltstraatkerk, was een rooms-katholieke kerk aan de Biltstraat in Utrecht.

## Geschiedenis
In 1739 werd op deze plaats de schuilkerk "'t Boompje" gebouwd. Deze kerk werd in 1821 verbouwd en in 1845 afgebroken om vervangen te worden door een echt kerkgebouw. Door de toenemende verstedelijking in dit deel van Utrecht werd deze kerk al gauw te klein en moest er een groter gebouw komen.
In 1855 werd, tegelijk met de parochies in de binnenstad, de OLV-ten-Hemelopnemingparochie opgericht. In 1893-1894 werd de nieuwe kerk gebouwd. Het ontwerp kwam van Alfred Tepe, destijds de belangrijkste architect van het Bisdom Utrecht. Tepe ontwierp een driebeukige hallenkerk in neogotische stijl. De middenbeuk van de kerk was breder, langer en hoger dan de beide zijbeuken. Aan de oostelijke zijde stond een lage toren.
Wegens teruglopend kerkbezoek in de jaren 1960 kwamen er te weinig gelden binnen om het grote gebouw te kunnen onderhouden. De laatste mis in de Biltstraatkerk werd op 13 februari 1972 gehouden. Vervolgens werd de kerk gesloten en in de zomer van 1972 afgebroken. Op de vrijgekomen plaats werd direct aan de Biltstraat werd een appartementencomplex gebouwd en daarachter een nieuw kleiner kerkgebouw. Het neogotische Maria-altaar van Otto Mengelberg ging bij de sloop verloren, maar de medaillons met episodes uit Maria's leven en het Mariabeeld zijn bewaard gebleven en staan tegenwoordig in de Mariakapel in de Sint-Catharinakathedraal. Het uit 1810 daterende tweeklaviers orgel is behouden gebleven. Het is een rijksmonument dat zich sinds 1993 in de Utrechtse Sint-Aloysiuskerk bevindt.
In 1974 werd een veel kleinere nieuwe kerk gebouwd aan de Biltstraat 335. Dit gebouw heeft nog tot 1992 als katholieke kerk dienstgedaan.

## Afbeeldingen

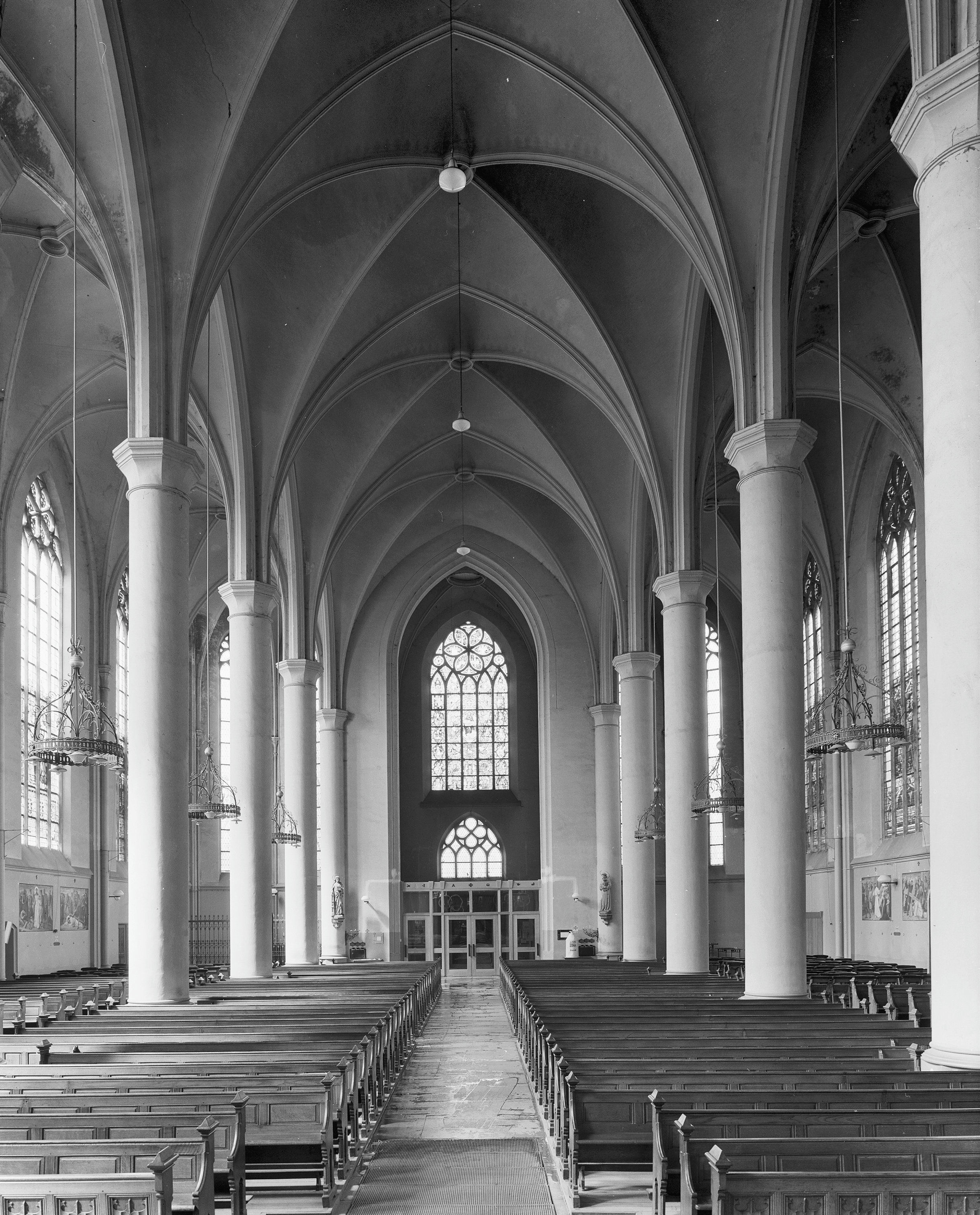
Interieur richting de entree in 1970
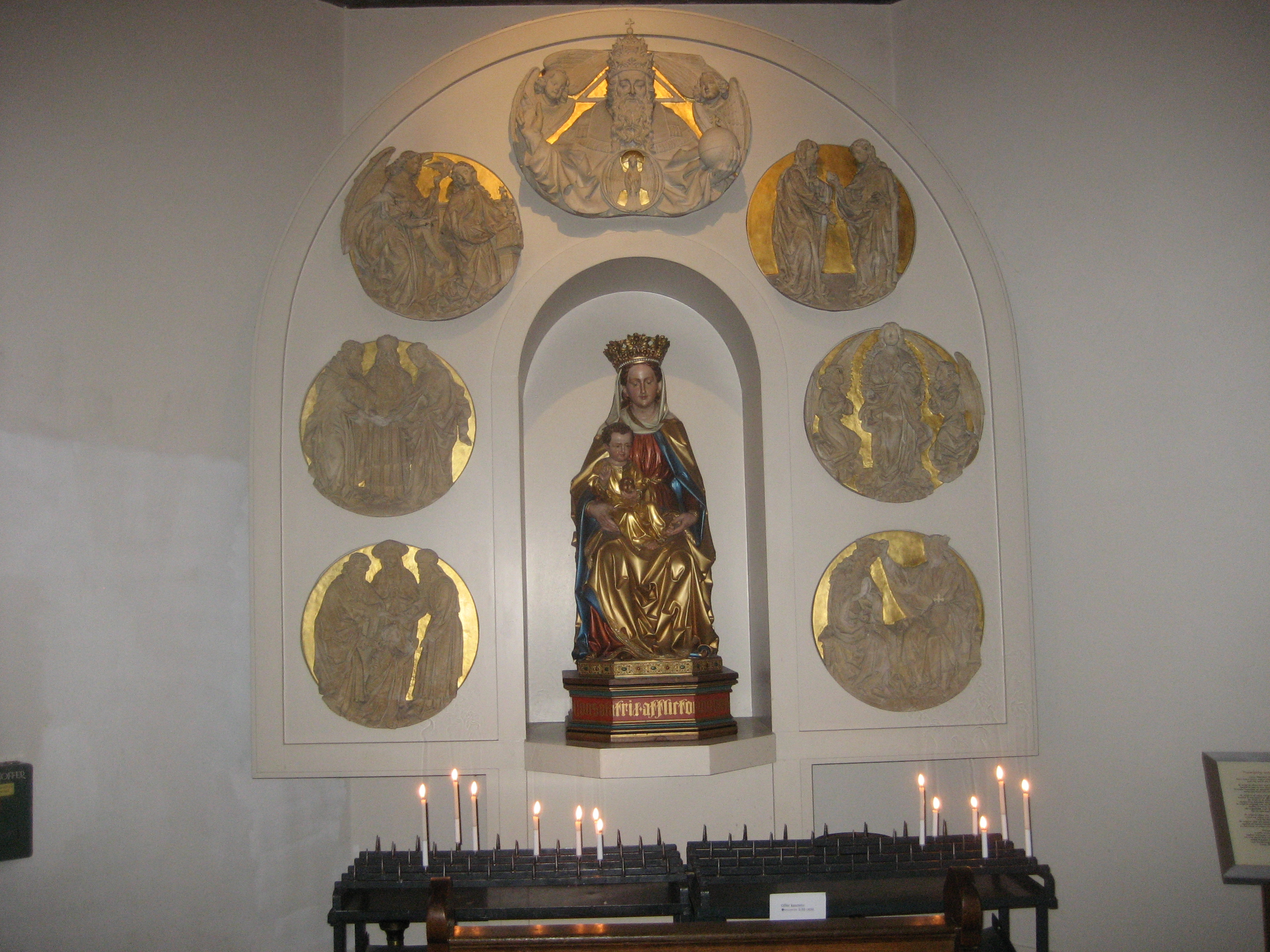
Mariakapel in de Sint-Catharinakathedraal
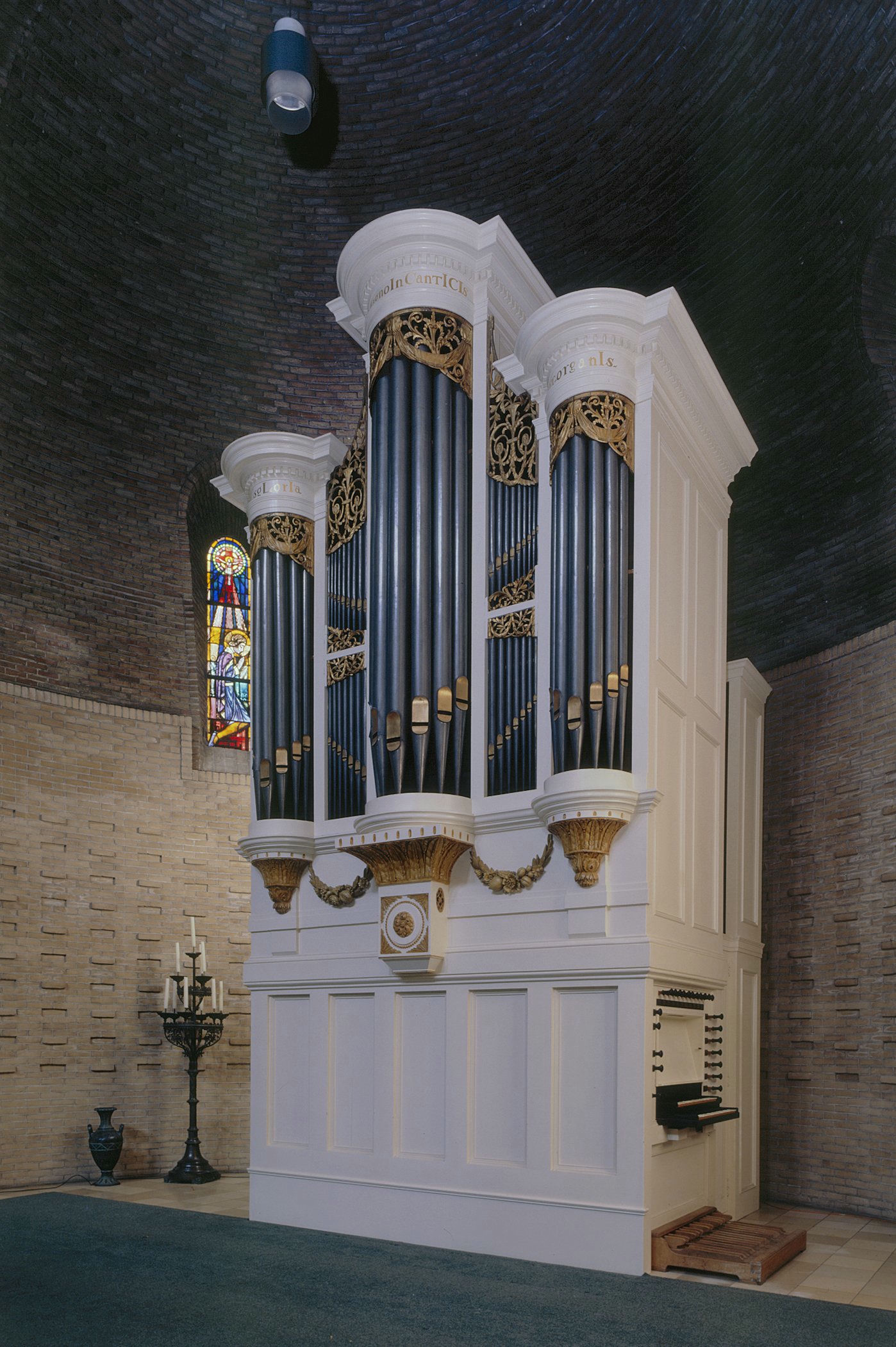
Orgel
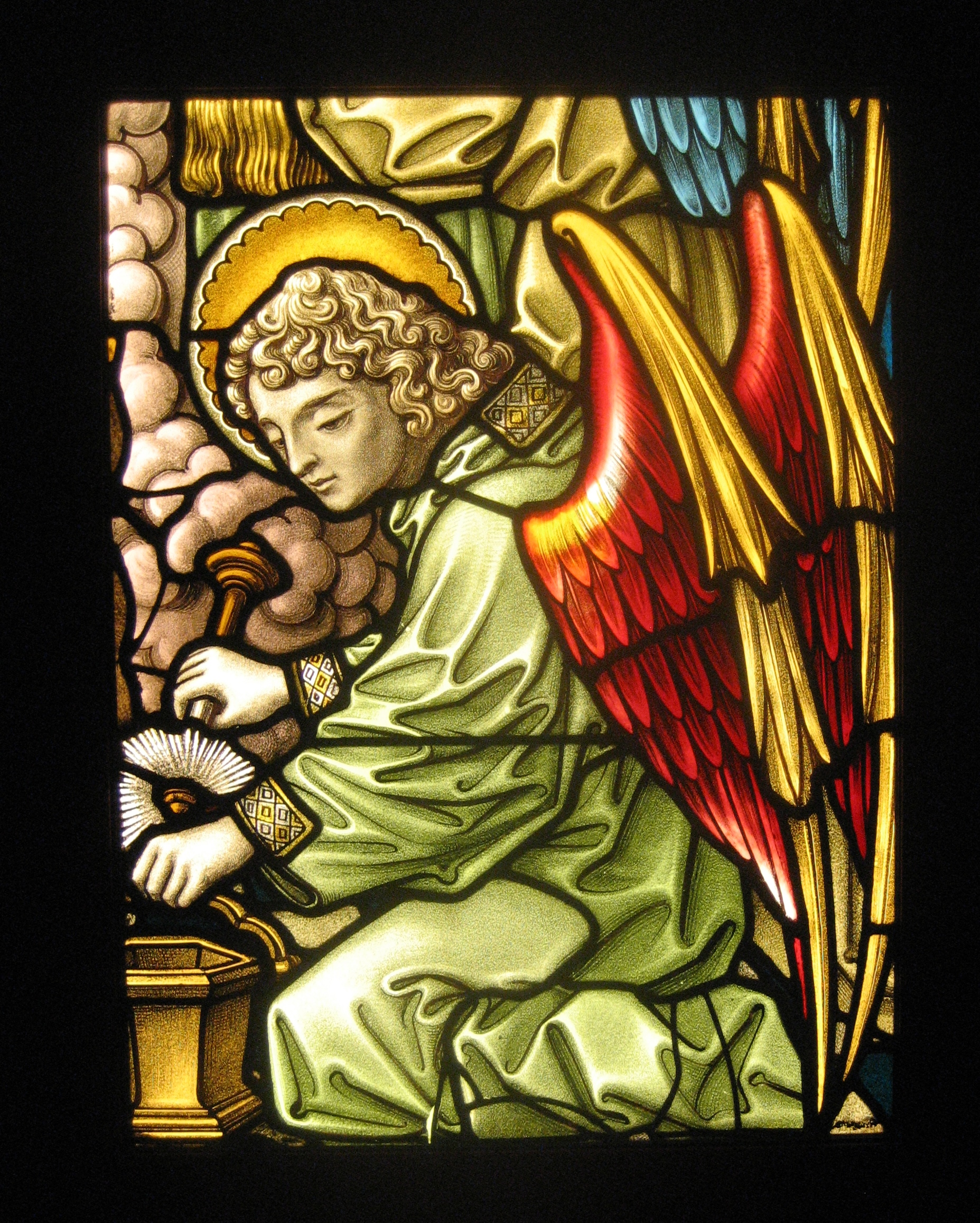
Glas-in-loodraam  Ontwerp Otto Mengelberg (glazenier) 1917